# مگس‌ها در خانه
«مگس در خانه» تک‌آهنگی از هنرمند اهل کلمبیا شکیرا است. این ترانه رتبه دهم را در بهترین ترانه های پاپ لاتین آمریکا بدست آورد.